# Hugo von Block
Hugo von Block (* 28. Juli 1818 in Berlin; † 10. Juli 1897 in Herischdorf) war ein preußischer Generalmajor.

## Leben

### Herkunft
Hugo war ein Sohn des preußischen Generalleutnants Karl Heinrich Stephan von Block (1781–1839) und dessen Ehefrau Karoline, geborene von Ahlimb (1781–1823).

### Militärkarriere
Block besuchte zunächst mit seinem älteren Bruder Friedrich, der 1838 jung starb und Leutnant beim 1. Garde-Regiment zu Fuß war, als Zögling Nr. 914 die Ritterakademie Brandenburg. Dann ging er zum Berliner Kadettenhaus und wurde am 5. August 1837 als Portepeefähnrich dem 1. Garde-Regiment zu Fuß der Preußischen Armee überwiesen. Bis Ende April 1838 avancierte er zum aggregierten Sekondeleutnant, um Mitte April 1840 in das Regiment einrangiert zu werden. Ab April 1842 war er auf ein Jahr zum kombinierte Garde-Reserve-Bataillon kommandiert. Während der Märzrevolution nahm Block 1848 an der Niederschlagungen des Barrikadenaufstandes in Berlin teil. Bis Ende Juni 1852 stieg er zum Hauptmann auf und wurde am 1. November 1854 zum Kompaniechef sowie am 30. Dezember 1856 zum Chef der Leibkompanie ernannt. Er erhielt am 10. März 1858 den Roten Adlerorden IV. Klasse. Während der Mobilmachung anlässlich des Sardinischen Krieges war Block in Juni/Juli 1859  mit der Führung des Ersatzbataillons der 1. Garde-Infanterie-Brigade beauftragt. Als Oberstleutnant nahm er 1866 während des Krieges gegen Österreich an der Schlacht bei Königgrätz teil und erhielt am 20. September 1866 den Kronen-Orden III. Klasse mit Schwertern.
Nach dem Friedensschluss wurde Block am 13. Oktober 1866 als Kommandeur des 7. Westfälischen Infanterie-Regiments nach Göttingen versetzt und in dieser Stellung Ende des Monats zum Oberst befördert. Dieses Regiment führte er im Krieg gegen Frankreich 1870/71 in den Schlachten bei Vionville, Gravelotte und Noisseville, den Gefechten bei Ladonchamps, Joigny, Ladon und der Belagerung von Metz. In der Schlacht bei Beaune-la-Rolande wurde er verwundet und ausgezeichnet mit dem Eisernen Kreuz II. Klasse unter Stellung à la suite am 9. Mai 1871 zum Kommandanten von Thonville ernannt. Block erhielt am 18. August 1871 den Charakter als Generalmajor und wurde am 18. Oktober 1871 mit Pension zur Disposition gestellt. Er starb am 10. Juli 1897 in Herischdorf.

### Familie
Block heiratete am 14. Mai 1845 in Berlin Luise von Bülow (1827–1894). Das Paar hatte mehrere Kinder:
- Amalie (1846–1893) ⚭ 1862 Max Graf von Voß-Dölzig (1837–1922), Herr auf Stavenow
- Karl Friedrich (1848–1917), preußischer Oberstleutnant ⚭ Leopoldine Weyrich  (1848–1937)
- Max (1854–1939), preußischer Generalmajor ⚭ 1881 Martha Bier (1863–1938)
- Karl (* 1850), Landwirt
- Hugo (1852–1870), preußischer Fähnrich
- Freya (* 1856)
- Luise (* 1862) ⚭ 1895 Max Graf von Voß-Dölzig (1837–1922)[2]